# کرونو (مجموعه بازی)
کرونو (ژاپنی: クロノ هپبورن: Kurono) عنوان یک مجموعه بازی ویدئویی در سبک نقش‌آفرینی و زمینه سفر در زمان، که توسط شرکت اسکوئر (اسکوئر انیکس کنونی) ساخته و منتشر می‌شود. اولین قسمت از این مجموعه در سال ۱۹۹۵ با عنوان کرونو تریگر عرضه شده‌است. تا ۳۱ مارس ۲۰۰۳، کرونو تریگر با فروش ۲٫۶۵ میلیون واحد، دوازدهمین بازی پرفروش اسکوئر انیکس بود. کرونو کراس با ۱٫۵ میلیون واحد بیست و چهارم بود.

## بازی‌های مجموعه
- کرونو تریگر
- رویاهای رادیکال
- کرونو کراس